# Teófila Martínez
María Teófila Martínez Sáiz, née le 5 janvier 1948 à Santander, est une femme politique espagnole membre du Parti populaire (PP).
Elle est maire de Cadix entre 1995 et 2015.

## Biographie

### Débuts en politique
Née en Cantabrie, architecte technique de formation, elle adhère en 1977 à l'Alliance populaire (AP). En 1982, elle devient secrétaire générale de l'AP dans la province de Cadix et en 1983 elle est élue au conseil municipal de El Puerto de Santa María, une ville moyenne juste au nord de la capitale provinciale, dont elle est désignée adjointe à l'Urbanisme. Elle n'exerce qu'un seul mandat de quatre ans.

### Premier passage au Congrès
À l'occasion des élections législatives anticipées du 29 octobre 1989, elle est investie à 41 ans tête de liste du Parti populaire (PP) dans la province de Cadix et élue au Congrès des députés. Elle siège alors à la commission du Budget et à la commission de l'Industrie et des Travaux publics.
Elle est à nouveau tête de liste aux élections anticipées du 6 juin 1993 et remporte 3 sièges sur 9, contre un seul en 1989. Elle devient membre de la députation permanente et de la commission des Infrastructures. Parallèlement, elle exerce les fonctions de coordinatrice des commissions au sein du groupe parlementaire.

### Maire de Cadix
Le 28 mai 1995, elle se présente aux élections municipales à Cadix, ville tenue par le socialiste Carlos Díaz Medina depuis 1979 et qui n'aspire pas à un cinquième mandat. En remportant 36 640 voix, elle s'adjuge 49,05 % des suffrages exprimés et 15 élus sur 27 au conseil municipal. Elle progresse ainsi de 23 000 voix par rapport à la liste du PP en 1991.
Officiellement élue maire le 18 juin suivant, elle démissionne de son mandat parlementaire pour se mettre en conformité avec les statuts du Parti populaire. Cependant, elle est tout de même candidate aux élections législatives anticipées du 3 mars 1996, faisant élire 4 députés sur les 9 de la province de Cadix. Elle siège à la commission des Infrastructures et à la commission de l'Environnement. Un mois plus tôt, elle a été désignée vice-présidente du Parti populaire d'Andalousie (PP-A) sous la présidence de Javier Arenas.

### Présidente du PP d'Andalousie
Elle est nommée présidente du PP-A le 20 février 1999 par la junte directrice régionale, à la suite de la nomination d'Arenas au poste de secrétaire général du PP à Madrid, tout en refusant d'être proclamée chef de file aux élections régionales prévues en 2000 et demandant de pouvoir se dédier « corps et âme » à la campagne des municipales du 13 juin suivant. Elle est très largement réélue maire de Cadix puisque sa liste remporte 41 062 suffrages exprimés en sa faveur, ce qui correspond à 62,02 % et 18 élus sur 27.
Le 25 juillet, elle est officiellement élue présidente régionale du PP par le IXe congrès, réuni à Grenade, et investie candidate à la présidence de la Junte d'Andalousie lors des élections de l'année suivante, dans les deux cas à l'unanimité des présents et avec le soutien actif d'Arenas. C'est la première fois qu'une femme tente d'accéder à la présidence de cette communauté autonome.
Lors du scrutin le 12 mars 2000, elle mène la liste dans la province de Cadix. Au niveau régional, le PP-A remporte 1 535 987 voix, soit 38,02 % des suffrages et 46 députés sur 109. Jamais depuis 1982 les conservateurs n'avait franchi la barre des 1 500 000 suffrages. Ce résultat, à l'époque record pour le PP-A, ne peut cependant empêcher le socialiste Manuel Chaves de continuer à gouverner. Le 10 mai, elle est élue au Sénat par le Parlement d'Andalousie, où elle devient porte-parole du groupe PP à la commission générale des communautés autonomes.
Ayant conservé la mairie de Cadix le 25 mai 2003 avec 40 667 voix, soit 60,09 % des suffrages et 18 mandats au conseil municipal, elle est de nouveau chef de file du PP-A pour les élections régionales du 14 mars 2004. Du fait de la forte hausse de la participation, son score de 1 426 774 suffrages – soit un recul de 110 000 voix environ – se traduit par 31,78 % et 37 parlementaires. Dès le 1er avril suivant, Javier Arenas lui succède à la présidence du PP andalou, dont elle est nommée première vice-présidente et présidente du groupe parlementaire. Elle est réélue sénatrice le 12 mai.
Comme maire de Cadix, elle fait enterrer la voie ferroviaire et construire un deuxième point sur la baie de la ville. Elle laisse une dette municipale de 250 millions d'euros.

### Retour au Congrès des députés
Lors des élections du 27 mai 2007, elle conquiert un quatrième mandat. Ses 33 910 suffrages, son plus mauvais résultat depuis 1995, lui accordent 59,77 % des exprimés et à nouveau 18 sièges. Pour les élections législatives du 12 mars 2008, elle reprend la tête de la liste dans la province de Cadix. Réélue au Congrès des députés, elle devient deuxième vice-présidente de la commission du Logement.
Au contraire de son prédécesseur socialiste, elle décide de se présenter le 22 mai 2011 pour un cinquième mandat municipal, qu'elle obtient sans difficulté avec 33 046 voix — 56,34 % des suffrages — et 17 sièges sur 27. Elle est réélue au Congrès lors des législatives anticipées du 20 novembre 2011, après quoi elle est nommée première vice-présidente de la commission mixte pour les Relations avec le Défenseur du peuple.
Après la victoire de Pablo Casado lors du 19e congrès du PP, elle est relevée de ses fonctions de présidente de la commission de l'Éducation au profit de l'ancien ministre Íñigo Méndez de Vigo. Elle démissionne de son mandat le 22 février 2019 du fait de sa nomination comme présidente de l'Autorité portuaire de la baie de Cadix et est remplacée par Ignacio Romaní.